# 罗杰斯 (北达科他州)
罗杰斯（英語：Rogers），是美国北达科他州下属的一座城市。根据2010年美国人口普查，该市有人口46人。